# Rebekah Brooks
Rebekah Mary Brooks (nascida a 27 de maio de 1968) é uma jornalista britânica.
Foi chefe executiva do News International (de 2009 a 2011), tendo sido a mais jovem editora de um jornal britânico como editora do News of the World (de 2000 a 2003) e a primeira mulher editora do The Sun (de 2003 a 2009). Em 2002 ela casou-se com o ator Ross Kemp (sem tomar o seu apelido); divorciaram-se em 2009, e ela voltaria a casar com um antigo treinador de cavalos de corrida Charlie Brooks.